# 小长孢钩丝壳
小长孢钩丝壳（学名：Uncinula longispora var. minor）是属于白粉菌目白粉菌科钩丝壳属的一种真菌，寄生在杨属植物上。该种分布于中国。